# Theo Maria Werner
Theo Maria Werner (né le 15 mai 1925 à Munich, mort en 1989) est un producteur de cinéma, réalisateur et scénariste allemand.

## Biographie
Il étudie durant huit semestres le théâtre et le journalisme à Munich. Il devient chroniqueur culturel, notamment sur le cinéma, puis attaché de presse pour Union-Filmverleih, Columbia, Roxy Film (de) ou Bavaria Film.
Sous le nom de Werner-Press, il crée un bureau de relations publiques et se présente comme auteur. En 1959, il est acteur dans Ja, so ein Mädchen mit sechzehn et participe à La Grenouille attaque Scotland Yard et Immer will ich dir gehören. Il est aussi scénariste pour deux films.
Avec Parnass-Film, il produit dans les années 1960 des films d'espionnage et d'aventures avec des coproducteurs étrangers, notamment la série Commissaire X (de). Sous le pseudonyme de Werner Hauff, il est scénariste et fait des apparitions d'acteur.
En 1969, il fonde la société Regina-Film et dans les années 1980, Neue Reginafilm. Parfois il réalise toujours sous le même pseudonyme ses propres productions.
Il meurt d'une crise cardiaque et est enterré au cimetière de l'Ouest de Munich.

## Filmographie
- 1960 : Meine Nichte tut das nicht (Scénariste)
- 1962 : Les hyènes chassent la nuit (Scénariste)
- 1964 : Erzähl mir nichts (Producteur, scénariste et acteur)
- 1966 : Le commissaire X traque les chiens verts (Producteur, scénariste)
- 1966 : Chasse à l'homme à Ceylan (Commissaire X) (Producteur)
- 1966 : Commissaire X dans les griffes du dragon d'or (Producteur, scénariste)
- 1966 : Le Triomphe des sept desperadas (Producteur, scénariste)
- 1967 : Commissaire X : Halte au L.S.D. (Producteur)
- 1967 : Homicide sur rendez-vous (Omicidio per appuntamento, Scénariste de la version allemande)
- 1967 : Les Trois Fantastiques Supermen (Scénariste)
- 1967 : Mister Dynamit – Morgen küßt Euch der Tod (Producteur)
- 1968 : Commissaire X - Trois panthères bleues (de) (Producteur)
- 1968 : Sigpress contre Scotland Yard (Producteur, scénariste)
- 1968 : Sartana (Scénariste)
- 1969 : Ein dreifach Hoch dem Sanitätsgefreiten Neumann (Producteur)
- 1969 : Donnerwetter! Donnerwetter! Bonifatius Kiesewetter (Producteur, scénariste)
- 1969 : Commissaire X et les trois serpents d'or (Producteur)
- 1969 : Der Mann mit dem goldenen Pinsel (Producteur)
- 1969 : Tout le monde il est sexy, tout le monde il est cochon (Le 10 meraviglie dell’amore) (Réalisateur, scénariste)
- 1971 : Commissaire X contre Tiger-Gang (de) (Producteur, scénariste)
- 1972 : Le Colt était son dieu (Producteur)
- 1973 : Neuf à la file (de) (Scénariste)
- 1974 : Des filles pour deux voyous (Scénariste)
- 1974 : Le Ciel volé (de) (Wetterleuchten über dem Zillertal) (Producteur, réalisateur)
- 1975 : Ich denk’, mich tritt ein Pferd (Producteur, réalisateur, scénariste)
- 1975 : Attachez vos ceintures (Producteur, scénariste)
- 1977 : Mettetemi in galera (Scénariste)
- 1978 : S.O.S. danger uranium (Producteur)
- 1978 : Götz von Berlichingen mit der eisernen Hand (de) (Producteur)
- 1984 : Niemand weint für immer (Producteur)
- 1986 : Der Stein des Todes (de) (Producteur)
- 1987 : Sri Lanka – Leuchtendes Land (Producteur, réalisateur)